# Расулов, Джавохир Бахтиёр огли
Джавохи́р Бахтиёр огли́ Расу́лов (узб. Javohir Baxtiyor oʻgʻli Rasulov; род. 1999, Ташкент) — узбекский хоккеист, левый крайний нападающий.

## Спортивная карьера
Начал заниматься хоккеем с десяти лет в Самаре. Сначала играл в дворовом катке, с 12-лет начал заниматься в детской школе клуба ЦСК ВВС. До перехода в «Хумо», в течение почти двух сезонов играл за самарскую «Комету» в юношеских турнирах.
С 2019 года игрок ташкентского клуба «Хумо», выступающего в ВХЛ, и его фарм-клуба «Хумо-2», выступающего в ОЧРК.